# عبد الجليل شاه الرابع
حضرة السلطان عبد الجليل رعاية شاه بن بندهارا تون حبيب عبد المجيد المعروف بـ عبد الجليل شاه الرابع هو عاشر سلاطين جوهر، وأول سلاطين سلالة بندهارا، كان لقبه سلطان جوهر وفهغ، حكم من 1699 إلى 1718.
وهو الابن البكر لبندهارا تون حبيب عبد المجيد، خلف والده في البداية في منصب بندهارا جوهر عام 1697. وبعد وفاة محمود شاه الثاني بدون وريث عام 1699، أُعلن عن نفسه كسلطان لجوهر.

## بداية سلالة بندهارا
عند وفاة إبراهيم شاه عام 1685، اعتلى العرش ابنه محمود شاه الثاني البالغ من العمر عشر سنوات، وتركت شؤون الدولة لبندهارا تون حبيب عبد المجيد. اكتسب محمود شاه سمعة سيئة، وانحدرت سلطنة جوهر تدريجياً إلى حالة من الفوضى، وتفاقم عدم الاستقرار هذا في عام 1697 بوفاة تون حبيب. وتولى المنصب بعده ابنه تون عبد الجليل، ورث المنصب وحافظ على بعض الاستقرار لبعض الوقت، اغتيل محمود شاه في طريق عودته من صلاة الجمعة من قبل أحد قادة جيشه.
كان اغتيال محمود شاه نهاية لسلاسة سلاطين جوهر من نسل سلاطين ملقا، وكانت أزمة عميقة لسببين: أولاً أن القتل كان خيانة، وثانيًا لأن محمود لم يكن لديه وريث.
لملء العرش الشاغر أعلنت الطبقة الأرستقراطية تون عبد الجليل سلطانًا للبلاد في كوتا تينجي في 3 سبتمبر 1699. لم يتلق عبد الجليل الدعم بالإجماع من جميع الفصائل المختلفة، وشكك الكثير في شرعية صعوده إلى السلطة.

## مجيء راجا كيشيك
ترد في بعض القصص الشعبية أنه عند صعوده العرش قتل جميع زوجات السلطان محمود من أجل تجنب إمكانية أي مطالبات مستقبلية للعرش. ومع ذلك تمكنت زوجة واحدة من الفرار إلى المينانغكابو وأنجبت راجا كيشيك. بعد أقل من عقدين في عام 1717 قام «راجا كيشيك» بتجميع أسطول من المينانغكابو.
في عام 1718 ظهر راجا كيشيك على نهر رياو مع قوات المينانغكابو، ونجح في التغلب على أسطول جوهر. ثم تمكن من الاستيلاء على عاصمة جوهر، وأعلن نفسه حاكماً، واعتمد وسمى نفسه «السلطان عبد الجليل رحمت شاه» (حكم 1718-1722).

## وفاته
بعد انتصار قوات راجا كيشيك، فر السلطان عبد الجليل إلى كوتا تينجي. وفي عام 1718 ترك ترغكانو وانتقل إلى فهغ عام 1719. وفي 11 يوليو 1721 أعلن عن كوالا فهغ كعاصمته الجديدة، وبذل محاولات لاستعادة مملكته بدعم من بعض النبلاء. قُتل عبد الجليل شاه الرابع أثناء أداء صلاته على متن سفينته، بواسطة مبعوث أرسله راجا كيشيك قبالة كوالا فهغ، في 21 نوفمبر 1721. ودفن السلطان في المقبرة الملكية بكوالا فهغ.
تخلى عن راجا كيشيك مرتزقة البوقس الذين ساعدوه، واضطر في النهاية إلى الفرار إلى سياك، حيث أسس سلطنة جديدة.
اعترف راجا كيشيك أخيرًا بالهزيمة في عام 1722، وقام البوقس بتثبيت راجا سليمان بن عبد الجليل شاه الرابع كسلطان لجوهر.